# Brawl Stars
Brawl Stars е мултиплейър онлайн бойна арена (МОБА) и видеоигра шутър от трето лице, разработена и публикувана от финландската компания за видеоигри Supercell. Създадена е на 14 юни 2017 г., а е пусната в цял свят на 12 декември 2018 г. за iOS и Android. Играта включва различни режими на игра, всеки с различна цел. Играчите могат да избират от селекция от герои (Brawlers), които се контролират с екранни джойстици.

## Описание на играта
В Brawl Stars играчите се бият срещу други хора или роботи с изкуствен интелект. Играчите могат да избират измежду 93 Brawlers (герои), разделени на 7 различни рядкости – Starting Brawler, Rare, Super Rare, Epic, Mythic, Legendary и Ultra Legendary. Героите могат да бъдат отключени от покупки с пари или скъпоценни камъни (вж. Ресурси), от Starr Road или Brawl Pass.
По време на игра участниците могат да използват своята нормална атака или Super удар. Играчите също могат да се екипират с Gadgets, Star Powers, Gears и/или Hypercharges. Играчът може да избира кой Gadget, Star Power и Gear да използва, тъй като са по няколко на брой.
Също така играчите имат възможността на персонализират акаунта си с Cosmetics. Те се делят на 5 вида: skins, sprays, profile icons, pins и Mastery titles. Всички те (без Mastery titles) могат да се купуват с пари, скъпоценни камъни и/или Bling. Има възможност да бъдат получени и от Starr Drops.

### Различни режими на игра
Освен Solo, Duo и Trio Showdown, Brawl Ball, Gem Grab и Map Maker, останалите не винаги могат да се играят, тъй като постоянно се менят.

#### 3 на 3 режими на игра
- Gem Grab – два отбора се състезават да задържат 10 или повече лилави скъпоценни камъка за 15 секунди. Лилавите скъпоценни камъни изскачат от мина на всеки 7 секунди.
- Heist – два отбора се състезават първи да разбият сейфа на противниците си.
- Bounty – два отбора се състезават да съберат 20 звезди, убивайки противниците си, като за всяко убийство, броят на звездите, които противникът би получил се увеличава с една, като се започва от две. В началото на всяка игра има и специална синя звезда, като който отбор я държи, той води при равенство на останалите звезди.
- Brawl Ball – версия на спортът футбол, в която два отбора се състезават да вкарат топката във врата на противниковия отбор, използвайки своят нормален удар или Super, за да може топката да се изстреля по-напред. Нужни са два гола за победа.
- Hot Zone – два отбора се състезават да превземат една или две зони, стоейки в нея/тях за съответно 50 или 100 секунди.
- Knockout – два отбора се състезават първи да убият противниковия отбор. Колкото повече времето напредва, толкова повече и бурята. Това са отровни зелени облаци, които вземат по 1/5 от живота на които и да е Brawler, ако седи в нея. След петата секунда героят започва да губи повече и повече, ако има начин за оцеляване в бурята (например някой Gadget или Star Power).
- Wipeout – два отбора се състезават да достигнат десет убийства на съперниците.

#### 5 на 5 режими на игра
На 9 декември 2023 г. е обявено, че тези режими на игра ще бъдат включени в играта скоро. В тях, картата, на която се бият Brawlers е по-голяма.
- Wipeout 5v5 – версия на Wipeout с по пет човека на отбор.
- Brawl Ball 5v5 – версия на Brawl Ball с по пет човека на отбор.
- Gem Grab 5v5 – версия на Gem Grab с по пет човека на отбор, но целта е да се съберат 20 лилави скъпоценни камъка.
- Knockout 5v5 – версия на Knockout с по пет човека на отбор, но за разлика от Knockout, ако съотборник умре, останалите играчи от отборът стават по силни, като получават повече живот и повече сила за убиване на противниците.

#### Режими „Всеки сам за себе си“
- Solo Showdown – десет играчи се бият и последният оцелял печели. На картата са разпределени на определени места Power Cube Boxes (кутии за кубчета за сила), с които всеки Brawler получава 400 живот и повече сила. Има буря.
- Duo Showdown – версия на Solo Showdown, но играчите се разделят в общо пет двойки. Има от същите Power Cube Boxes и буря.
- Trio Showdown – версия на Solo Showdown, но играчите се разделят в четири тройки (общо 12 играча). Тук отново има Power Cube Boxes и буря, но за разлика от другите режими на игра, където бурята взема по 1/5 от живота на даден Brawler, тук тя постепенно взема повече и повече с всяка секунда, като след 4 животът на Brawler-а свършва (ако няма начин за оцеляване).
- Duels – два противника имат по три Brawlers. Те се изправят един по един срещу тези на противника. Оцелелият печели. Отново има буря.

### Map Maker
Map Maker е функция в играта, която позволява на хората да правят собствени карти и те да бъдат играни от другите играчи. Режимите на игра, които се сменят всеки ден са Knockout, Heist, Hot Zone, Solo/Duo Showdown, Brawl Ball и Gem Grab.
След края на играта, играчът трябва да даде на картата харесване или нехаресване (максимум 3 пъти дневно). Картата с най-много харесвания става победител за деня и всеки може да я играе на следващия ден.

### Mega Pig
Mega Pig се случва веднъж месечно през уикенда. Всички играчи от даден клуб имат по 15 билета (брой игри). С всяка спечелена игра, победа отива към прогреса на клуба и колкото повече печели даден играч и клуба му, толкова повече Starr Drops получават всички в края на събитието. Тримата играча с най-много победи печелят допълнителни Starr Drops.

### Клубове
Клубовете (Clubs) са основната социална система в играта. Всеки в даден клуб има своята роля:
- President: Президентите могат да изгонят всеки от клуба, независимо от ролята му. Могат да променят клубните настройки, сред които са необходимите купи за влизане в клуба, дали всеки може да влезе в клуба или само с покана, описанието на клуба и др.
- Vice President: Вицепрезидентите могат да приемат хора в клуба, да повишават или изключват старши и членове. Те също могат да променят клубните настройки.
- Senior: Старшите могат да приемат и повишават играчи и да изключват членове.
- Member: Членовете имат най-малко власт и не могат да променят нищо.

### Brawl Pass
Brawl Pass е добавен на 13 май 2020 г. Това е специална услуга в играта. Когато играч играе в битки, той печели XP (преди наречено Tokens) от победи, загуби или различни мисии, за да катери нивата и да отключва различни награди. Всички играчи получават безплатната версия на Brawl Pass. Всеки можеше да закупи платената със 169 скъпоценни камъни (gems) до 4 януари 2023 г., след което се закупува само с пари. На 4 януари 2024 г. е добавен Brawl Pass Plus, който е различна версия от платената, по-скъпа, но с по-добри награди.

### Ресурси
Основните ресурси в Brawl Stars са следните:
- Скъпоценни камъни (Gems): Това е най-рядката валута в играта. Могат да бъдат закупени с пари или получени от Brawl Pass (и от безплатната и от платените версии);
- Монети (Coins): Монетите се използват за повишаване на нивото на даден Brawler и купуване на Gadgets, Star Powers и Gears. Купуват се със скъпоценни камъни или с пари. Могат да бъдат получени от Brawl Pass, дневната наградка, Mastery Road, Starr Drops и Trophy Road;
- Power Points: Използват се за повишаване на нивото на Brawlers заедно с монетите. Получават се по същия начин, по който се получават и монети, само че те не могат да бъдат купени с gems, а само с пари;
- XP (съкратено от experience points): Единствената им полза е за напредване в Brawl Pass. Преди 4 януари 2024 г. те са се наричали tokens. Печелят се след минаването на мисии (quests) и победи или загуби в нормални игри;
- Bling (букв. блясък): Навлиза в играта през април 2023 г. Използва се за купуването на Cosmetics. Може да бъде получен от Brawl Pass, покупки с пари или gems, Ranked Drops и Starr Drops;
- Credits: За първи път са в Brawl Stars през декември 2022 г. Те заменят Brawl Boxes и стават главния начин за отключване на Brawlers. Получават се от Starr Drops, дневната наградка, Mastery Road, покупки с пари или gems и от Trophy Road.
- Удвоители на XP (XP Doublers): XP удвоителите се използват автоматично и удвоявят получения брой XP в игра, но не важат за мисиите. Могат да бъдат получени от Starr Drops, дневната наградка и покупки с пари или gems;
- Точки за майсторство (Mastery Points): Печелят се след победа на игра и отиват към Mastery Road-а на героя, с който е направена победата.

### Mastery Road
Mastery Road е индивидуален за всеки Brawler. Състои се от 9 нива, всяко от които изисква повече Mastery Points, за да се отключи. Нивата са разделени на 4 групи: Wood (за него не са необходими Mastery Points), Bronze, Silver и Gold. От Mastery Road се получават Coins, Power Points и Credits от нивата към Bronze и Silver, а към Gold се получават Cosmetics (един pin, един Profile icon и един Mastery title).

### Starr Road
Starr Road става новия главен начин за отключване на Brawlers след премахването на Brawl Boxes. Играчите могат да изберат измежду от 2 до 4 героя от същата рядкост. Всяка рядкост струва повече Credits от предишната (Epic – 925, Mythic – 1900, Legendary – 3800 Credits и Ultra legendary – 5500). Играч може да промени избора си по всяко време, като няма да се загубят Credits. Първите избрани герои от рядкостите Epic, Mythic и Legendary са с намаление (Epic – 694, Mythic – 950, Legendary – 1900).
След като се съберат нужния брой Credits, отключеният Brawler става част от колекцията на играча завинаги. След това Starr Road дава възможността да се избере нов герой за отключване.